# Пудемський став
58°18′36″ пн. ш. 52°09′17″ сх. д. / 58.309894° пн. ш. 52.15476° сх. д.
Пуде́мський став — водосховище, штучне озеро, створене на річці Пудем, притоці Чепци (басейн Ками).
Водосховище було створене в 1759 році для водопостачання Пудемського металургійного заводу. В 1967—1969 роках гребля була реконструйована. Зараз використовується для водопостачання села Пудем та риболовлі. Острів використовується для відпочинку.